# Icebreakers
Icebreakers es un videojuego de batallas automovilísticas. Fue el primer desarrollo lanzado por la compañía de videojuegos mexicana Xibalba Studios.

## Historia
Icebreakers es un juego de combate vehículos en donde un grupo de chicos compiten en trineos que emiten una estela de hielo para alcanzar el máximo premio: "El derecho de alardear en el vecindario"
Icebreakers pone a los jugadores directo en la acción junto a un grupo de chicos de un pequeño pueblo nevado en donde se compite en el más nuevo deporte extremo de invierno. En el juego, cada trineo está equipado con un tanque de agua el cual la expulsa y deja atrás una estela de hielo. Maneja tu estela para dejar congelada a la competencia, usa las habilidades únicas de cada vehículo, lanza bolas de nieve para aturdir a tus rivales y utiliza los diferentes aditamentos especiales, haz todo lo necesario para convertirte en el campeón. (sitio web (enlace roto disponible en Internet Archive; véase el historial, la primera versión y la última).)

## Características
- Hecho originalmente para PC
- 5 modos de juego
- 4 jugadores de manera local y 6 en línea
- 6 personajes diferentes + 2 jugadores ocultos con trineos especiales que se desbloquean.